# The Amen Corner
The Amen Corner, a volta tradotto come L'angolo dell'Amen, è la prima opera teatrale dello scrittore statunitense James Baldwin, portata in scena per la prima volta nel 1965 e pubblicata nel 1968. Il dramma esplora il ruolo della Chiesa in una comunità afroamericana segnata dalla povertà e dal pregiudizio. Il titolo fa riferimento a quello che nelle chiese di Harlem viene chiamato comunemente l'"Amen Corner", l'angolo a destra o di fronte al pulpito in cui si siedono gli anziani e i diaconi che rispondo "Amen" ad alta voce alle affermazioni del predicatore.

## Trama
La pastora Margaret Alexander ha appena finito di pronunciare un sermone accorato durante il servizio domenicale, quando alla sua porta bussa Luke, il marito che l'ha abbandonata da tempo. L'uomo, malato, sviene davanti a lei. Il figlio David, insieme ad altri giovani della parrocchia, viene a scoprire che la madre gli ha sempre mentito: non è stato Luke ad abbandonare la famiglia, ma è stata Margaret a lasciarlo per perseguire la carriera religiosa. Ferito dalla menzogna, David confronta la madre e litiga furiosamente con Margaret, che viene attaccata verbalmente anche da diversi membri della comunità che ora la considerano un'ipocrita.
Dopo aver parlato con il padre morente, David dice alla madre che lascerà casa sua per intraprendere una carriera da musicista jazz. Luke, prima di morire, dice a Margaret di averla sempre amata e le rimprovera di averlo lasciato. La comunità religiosa si rivolta contro la pastora e l'esautora dal suo ruolo di guida spirituale, accusandola di aver rovinato ingiustamente la propria famiglia in nome della religione. Solo dopo aver perso il marito, il figlio e la chiesa, Margaret  realizza che non avrebbe mai dovuto usare la religione come un rifugio dai problemi della vita e dell'amore. Margaret si pente delle sue azioni e realizza che amare Dio significa anche amarne tutti i figli e gioire e soffrire con loro a dispetto dei costi personali.

## Rappresentazioni e adattamenti
James Baldwin scrisse il dramma nei primi anni 50 e il testo fu pubblicato per la prima volta nel 1954. Nel 1955 la compagnia amatoriale della Howard University mise in scena The Amen Corner, ma la prima professionale della pièce non avvenne che dieci anni più tardi, nel 1965. Diretta da Frank Silvera, la pièce fu infatti messa in scena all'Ethel Barrymore Theatre di Broadway con un cast che comprendeva Beah Richards nel ruolo di Margaret e lo stesso Silvera in quello del marito David. The Amen Corner ricevette recensioni contrastanti e rimase in cartellone per 84 rappresentazioni, ma unanimi furono le lodi per l'interpretazione dell Richards, che ottenne una nomination al prestigioso Tony Award alla miglior attrice protagonista in un'opera teatrale, oltre a vincere il Theatre World Award.
La prima europea del dramma avvenne a Vienna il 30 giugno 1965, in una produzione in lingua inglese diretta da Ed Wittstein ed interpretata da Claudia McNeil e Antonio Fargas. Il medesimo allestimento fu proposto anche durante l'estate ai Giardini di Palazzo Reale a Torino; le recensioni furono decisamente più positive che in patria e Il dramma arrivò a definire la pièce un'"opera eccellente".
Nel 1987 il dramma debuttò nel West End, prodotto dal Trycicle Theatre, ma le recensioni negative costrinsero i produttori a terminare le repliche anticipatamente. Nel 2013 Rufus Norris diresse un nuovo revival di The Amen Corner al National Theatre di Londra; le recensioni furono più positive, ma comunque tiepide, e diverse di esse evidenziarono una certa fragilità del testo. Molto apprezzata fu l'interpretazione di Sharon D. Clarke nel ruolo minore di Odessa, sorella della pastora, e per la sua performance l'attrice vinse il Laurence Olivier Award alla miglior attrice non protagonista.
Nel 1983 la pièce è stata riadattata nel musical Amen Corner, con colonna sonora di Garry Sherman e libretto di Philip Rose e Peter Udell. Il musical fu messo in cartellone al Nederlander Theatre di Broadway, dove rimase in scena dal 10 novembre al 4 dicembre 1983; lo spettacolo ottenne recensioni negative e replicò solo quaranta volte tra anteprime e rappresentazioni regolari. Facevano parte del cast Rhetta Hughes, Rhetta Hughes e Ruth Brown.